# 佐藤善信
佐藤 善信（さとうよしのぶ）は、日本の国土交通官僚。観光庁次長、海上保安庁次長、国土交通省航空局長等を経て、運輸総合研究所理事長、東京大学公共政策大学院客員教授、スカイマーク代表取締役。

## 人物・経歴
京都府出身。1982年東京大学法学部卒業、運輸省入省。2002年国土交通省鉄道局総務課鉄道企画室長。2003年国土交通省航空局飛行場部関西国際空港・中部国際空港監理官。2005年国土交通省航空局監理部航空事業課長。2007年国土交通省総合政策局観光政策課長。
2008年国土交通省大臣官房参事官（会計）。2009年国土交通省大臣官房会計課長。2010年国土交通省航空局空港部長。2011年国土交通省航空局航空ネットワーク部長。同年国土交通省航空局次長。2013年観光庁次長。2014年海上保安庁次長。2015年国土交通省航空局長。
2017年退官。2018年損害保険ジャパン日本興亜顧問、運輸総合研究所運営委員。2019年東京大学公共政策大学院客員教授。同年運輸総合研究所理事長。2023年スカイマーク取締役。2024年スカイマーク取締役専務執行役員（経営企画・DX・内部統制担当）。2024年スカイマーク代表取締役専務執行役員（経営企画・DX・内部統制担当）。